# Pesarean (Pagerbarang)
Pesarean is een bestuurslaag in het regentschap Tegal van de provincie Midden-Java, Indonesië. Pesarean telt 3395 inwoners (volkstelling 2010).